# Pyogenesis
Pyogenesis (рус. Нагноение) — немецкая рок-группа, жанрово охватывающая широкий стилевой спектр от дэт-метала до поп-рока.

## История[1][2][3]
Ансамбль образован в 1990 году в Гамбурге как дэт-метал-группа Immortal Hate (Тим Эйерманн — вокал/гитара, Джо Пролл — бас, Пит Мюли — барабаны). В 1991 году в состав в качестве вокалиста и второго гитариста вошёл Фло B. Шварц, с приходом которого коллектив был переименован в Pyogenesis. Шварц и Эйерманн образовали творческий костяк группы, выступая авторами всех её песен. В следующие два года записываются несколько синглов, демо-альбом и первый вышедший на французском блэк-метал-лейбле Osmose дэт/дум-метал EP Ignis Creatio, после записи которого новым барабанщиком Pyogenesis стал Волле Майер. Однако дальнейшие отношения группы с Osmose не сложились. По словам участников, причиной их ухода с Osmose стало желание лейбла выставить музыкантов сатанистами.
Переход Pyogenesis в 1994 году на лейбл Nuclear Blast ознаменовался вторым EP и первым полноформатным альбомом Sweet X-Rated Nothings, на которых прослеживается влияние готик-метала, используется чистый вокал. После выхода дебютного диска группа становится известна за пределами Германии, отправляется в первые американские и европейские туры, в частности c группой Anathema. Альбом Twinaleblood (1995), подтвердивший тенденции к мелодизму, записывается уже с новым басистом — одноруким Романом Шонси, школьным знакомым Шварца, экс-участником группы Dystrophy.
Альбом 1997 года Unpop и последовавший за ним Mono… Or Will It Ever Be the Way It Used to Be (1998) окончательно оформили отход от метала в сторону облегчённого звучания поп-панка и альтернативного рока. К концу 1990-х Pyogenesis оставляют все участники, кроме Шварца: Эйерман и Майер уходят в созданную ими группу Liquido, Шонси — в The Bloodline и позже Dance Macabre. Шварц в 2002 году (по истечении контракта с Nuclear Blast) учреждает собственный лейбл Hamburg Records, на котором издаёт записанный с новыми музыкантами диск She Makes Me Wish I Had a Gun. После релиза этого альбома Pyogenesis продолжают периодически выступать (в том числе дважды — в 2006 и 2007 годах — приезжают в Россию), однако занятия Шварца продюсерской деятельностью и сторонними проектами оставляли группу в замороженном состоянии. В 2015 году Pyogenesis в обновлённом составе выпускают новый альбом A Century In The Curse Of Time, который стилистически значительно отличался от предыдущих нескольких релизов и стал самой «тяжёлой» и экспериментальной пластинкой со времён Sweet X-Rated Nothings (1994) и Twinaleblood (1995). Альбом 2017 года A Kingdom to Disappear продолжает музыкальную линию, начатую на предшественнике — несмотря на реверансы в сторону ранних дэт-думовых работ и гроулинг в отдельных песнях, стилистически это сплав мелодичного тяжёлого рока и готик-металла, своеобразное переосмысление всего творчества группы.

## Состав

### Текущий состав
- Флориан «Фло» Шварц (Florian «Flo» Schwarz) — вокал, гитара, клавиши
- Тило Шмидт (Thilo Schmidt) — гитара, бэк-вокал
- Мальте Брауэр (Malte Brauer) — бас, бэк-вокал
- Ян Ратье (Jan Räthje) — барабаны, бэк-вокал

### Бывшие участники
- Гизз Батт (Gizz Butt) — гитара, бэк-вокал
- Тобиас «Марка» Моррелл (Tobias «Briefmarke» Morrell) — барабаны, бэк-вокал
- Софи Рутард (Sophie Rutard) — гитара, бэк-вокал. В составе группы с 2002 года как Питер Рутард (Peter Rutard), в 2004 сделавший операцию по перемене пола[8].
- Тим «Асмодей» Эйерманн (Tim «Asmodeus» Eiermann) — гитара, вокал (1990—1998)
- Волле Майер (Wolle Maier) — барабаны (1994—1998)
- Роман Шонси (Roman Schönsee) — бас (1995—1997)
- Джо Проэлл (Joe Proell) — бас (1990—1994)
- Пит Мюли (Pit Muley) — барабаны (1990—1992)

## Дискография

### Альбомы
- Sweet X-Rated Nothings (1994)
- Twinaleblood (1995)
- Unpop (1997)
- Mono… or Will It Ever Be the Way It Used to Be (1998)
- She Makes Me Wish I Had a Gun (2002)
- A Century In The Curse Of Time (2015)
- A Kingdom to Disappear (2017)
- A Silent Soul Screams Loud (2020)

### EP
- Ignis Creatio (1992)
- Waves of Erotasia (1994)
- Love Nation Sugarhead (1996)
- I Feel Sexy (2002)

### Синглы
- Rise of the Unholy (1992)
- Sacrificious Profanity (1993)
- Underneath (1995)
- Twinaleblood (1995)
- Drive Me Down (1998)
- Don’t You Say Maybe (2002)

### Демо-альбомы
- Pyogenesis of a Festered Corpse (1990, в составе Immortal Hate)
- Ode to the Churning Seas of Nar-Mataru (1993)

### Сборники
- P… or Different Songs In Different Sounds (2000) (сборник ремиксов)